# Anna Sisková
Anna Sisková (Olomouc, 1º luglio 2001) è una tennista ceca.

## Carriera
Anna Sisková ha vinto 7 titoli in singolare e 27 titoli in doppio nel circuito ITF in carriera. Il 1 agosto 2022 ha raggiunto il bast ranking in singolare raggiungendo la 236ª posizione mondiale, mentre il 9 ottobre 2023 ha raggiunto la 82ª posizione in doppio.

## Statistiche WTA

### Doppio

#### Vittorie (1)
| Legenda              |
| -------------------- |
| Grande Slam (0)      |
| Ori Olimpici (0)     |
| WTA Finals (0)       |
| WTA Elite Trophy (0) |
| Dal 2021             |
| WTA 1000 (0)         |
| WTA 500 (0)          |
| WTA 250 (1)          |

| N. | Data            | Torneo                         | Superficie  | Compagna      | Avversarie in finale                  | Punteggio |
| 1. | 9 febbraio 2025 | Transylvania Open, Cluj-Napoca | Cemento (i) | Magali Kempen | Jaqueline Cristian Angelica Moratelli | 6-3, 6-1  |

#### Sconfitte (1)
| Legenda              |
| -------------------- |
| Grande Slam (0)      |
| Argenti Olimpici (0) |
| WTA Finals (0)       |
| WTA Elite Trophy (0) |
| Dal 2021             |
| WTA 1000 (0)         |
| WTA 500 (0)          |
| WTA 250 (1)          |

| N. | Data           | Torneo                         | Superficie  | Compagna    | Avversarie in finale          | Punteggio        |
| 1. | 23 luglio 2023 | Hungarian Grand Prix, Budapest | Terra rossa | Jessie Aney | Katarzyna Piter Fanny Stollár | 2-6, 6-4, [4-10] |

## Circuito WTA 125

### Doppio

#### Vittorie (3)
| N. | Data              | Torneo                                           | Superficie  | Compagna            | Avversarie in finale                        | Punteggio   |
| 1. | 10 settembre 2023 | Open delle Puglie, Bari                          | Terra rossa | Katarzyna Kawa      | Valentini Grammatikopoulou Elixane Lechemia | 6-1, 6-2    |
| 2. | 6 aprile 2024     | Open Internacional Femení Solgironès, Bisbal     | Terra rossa | Miriam Kolodziejová | Tímea Babos Dalma Gálfi                     | w/o         |
| 3. | 5 aprile 2025     | Open Internacional Femení Solgironès, Bisbal (2) | Terra rossa | Magali Kempen       | Darja Semeņistaja Nina Stojanović           | 7-6(1), 6-1 |

#### Sconfitte (3)
| N. | Data              | Torneo                             | Superficie  | Compagna                   | Avversarie in finale                 | Punteggio   |
| 1. | 10 giugno 2023    | Makarska Open, Macarsca            | Terra rossa | Renata Voráčová            | Ingrid Neel Wu Fang-hsien            | 3-6, 5-7    |
| 2. | 16 settembre 2023 | Țiriac Foundation Trophy, Bucarest | Terra rossa | Valentini Grammatikopoulou | Angelica Moratelli Camilla Rosatello | 5-7, 4-6    |
| 3. | 22 giugno 2024    | Veneto Open, Gaiba                 | Erba        | Miriam Kolodziejová        | Hailey Baptiste Alycia Parks         | 6(4)-7, 2-6 |

## Statistiche ITF

### Singolare

#### Vittorie (7)
| Torneo $100.000 (0) |
| Torneo $80.000 (0)  |
| Torneo $60.000 (0)  |
| Torneo $40.000 (0)  |
| Torneo $25.000 (1)  |
| Torneo $15.000 (6)  |

| N. | Data             | Torneo                                         | Superficie  | Avversaria in finale | Score            |
| 1. | 9 febbraio 2020  | Calvia ITF Pro World Tennis Tour, Palma Nova   | Terra rossa | Alba Rey García      | 6-3, 6-1         |
| 2. | 3 gennaio 2021   | Magic Tours, Monastir                          | Cemento     | Amelie Van Impe      | 0–6, 6–4, 7–6(3) |
| 3. | 10 ottobre 2021  | Women's Lima, Lima                             | Terra rossa | Dea Herdželaš        | 3-6, 7-5, 6-0    |
| 4. | 10 marzo 2024    | Sharm ElSheikh Women's Future, Sharm el-Sheikh | Cemento     | Katarína Kužmová     | 6-4, 4-6, 6-2    |
| 5. | 2 febbraio 2025  | Sharm ElSheikh Women's Future, Sharm el-Sheikh | Cemento     | Carol Young Suh Lee  | 6-2, 7-5         |
| 6. | 16 febbraio 2025 | Sharm ElSheikh Women's Future, Sharm el-Sheikh | Cemento     | Carolyn Ansari       | 6-1, 6-3         |
| 7. | 9 marzo 2025     | Sharm ElSheikh Women's Future, Sharm el-Sheikh | Cemento     | Elena-Teodora Cadar  | 6-0, 6-3         |

#### Sconfitte (7)
| Torneo $100.000 (0) |
| Torneo $80.000 (0)  |
| Torneo $60.000 (0)  |
| Torneo $40.000 (0)  |
| Torneo $25.000 (2)  |
| Torneo $15.000 (5)  |

| N. | Data             | Torneo                                         | Superficie  | Avversaria in finale    | Score         |
| 1. | 13 ottobre 2019  | Telavi Open, Telavi                            | Terra rossa | Oana Georgeta Simion    | 2-6, 3-6      |
| 2. | 19 gennaio 2020  | Egypt Women's Future, Il Cairo                 | Terra rossa | Cindy Burger            | 1-6, 5-7      |
| 3. | 1º novembre 2020 | Jolie Ville Golf Women's, Sharm el-Sheikh      | Cemento     | Rutuja Bhosale          | 3-6, 5-7      |
| 4. | 4 aprile 2021    | Jolie Ville Golf Women's, Sharm el-Sheikh      | Cemento     | Paige Hourigan          | 6-3, 1-6, 2-6 |
| 5. | 8 agosto 2021    | Tallink Estonian Open, Pärnu                   | Terra rossa | Kaia Kanepi             | 5-7, 4-6      |
| 6. | 22 agosto 2021   | Vrnjacka Banja Open, Vrnjačka Banja            | Terra rossa | Cristina Dinu           | 1-6, 5-7      |
| 7. | 16 marzo 2025    | Sharm ElSheikh Women's Future, Sharm el-Sheikh | Cemento     | Anouck Vrancken Peeters | 5-7, 6-3, 2-6 |

### Doppio

#### Vittorie (27)
| Torneo $100.000 (2) |
| Torneo $80.000 (0)  |
| Torneo $60.000 (7)  |
| Torneo $40.000 (4)  |
| Torneo $25.000 (7)  |
| Torneo $15.000 (7)  |

| N.  | Data             | Torneo                                                     | Superficie      | Compagna             | Avversarie in finale                          | Score                |
| 1.  | 24 agosto 2018   | Cupa Centenarului, Bucharest                               | Terra rossa     | Natalie Suk          | Cristina Adamescu Andreea Ghițescu            | 7-5, 6-4             |
| 2.  | 12 ottobre 2019  | Telavi Open, Telavi                                        | Terra rossa     | Oana Georgeta Simion | Yekaterina Dmitrichenko Anna Ureke            | 6-1, 6-0             |
| 3.  | 5 dicembre 2020  | Egypt ITF World Tennis Tour, Il Cairo                      | Terra rossa     | Lexie Stevens        | Elina Avanesjan Hanna Kubarava                | 3-6, 6-4, [10-8]     |
| 4.  | 26 dicembre 2020 | Magic Tours, Monastir                                      | Cemento         | Weronika Falkowska   | Aubane Droguet Helena Stevic                  | 6-2, 6-2             |
| 5.  | 2 gennaio 2021   | Magic Tours, Monastir                                      | Cemento         | Inès Ibbou           | Fiona Ganz Elena Gemović                      | 6-3, 6-1             |
| 6.  | 13 febbraio 2021 | Jolie Ville Golf Women's, Sharm el-Sheikh                  | Cemento         | Kristýna Lavičková   | Justina Mikulskytė Miharu Imanishi            | 7-6(0), 6-4          |
| 7.  | 6 marzo 2021     | Jolie Ville Golf Women's, Sharm el-Sheikh                  | Cemento         | Erika Sema           | Mana Ayukawa Ayano Shimizu                    | 1-6, 6-4, [2-1] rit. |
| 8.  | 24 luglio 2021   | ITS Cup, Olomouc                                           | Terra rossa     | Jessie Aney          | Bárbara Gatica Rebeca Pereira                 | 6-1, 6-0             |
| 9.  | 7 agosto 2021    | Tallink Estonian Open, Pärnu                               | Terra rossa     | Justina Mikulskytė   | Rutuja Bhosale Magali Kempen                  | 6(5)–7, 6–3, [10–5]  |
| 10. | 13 novembre 2021 | Dove Men Care Legión, Aparecida de Goiânia                 | Terra rossa     | Laura Pigossi        | Merel Hoedt Luisa Meyer                       | 6–2, 7-6(5)          |
| 11. | 10 giugno 2022   | Carinthian Ladies Lake's Trophy, Pörtschach am Wörther See | Terra rossa     | Jessie Aney          | Jenny Dürst Weronika Falkowska                | 6-3, 6-4             |
| 12. | 3 settembre 2022 | Ladies Open Vienna, Vienna                                 | Terra rossa     | Lena Papadakis       | Živa Falkner Amarissa Kiara Tóth              | 7-6(8), 6-4          |
| 13. | 2 ottobre 2022   | Krka Open Otocec, Otočec                                   | Terra rossa     | Jessie Aney          | Irina Chromačëva Iryna Šymanovič              | 3-0, rit.            |
| 14. | 14 gennaio 2023  | GB Pro-Series Loughborough, Loughborough                   | Cemento (i)     | Viktória Morvayová   | Justina Mikulskytė Bibiane Schoofs            | 6-3, 6(3)-7, [10-6]  |
| 15. | 21 gennaio 2023  | PAF Open, Tallinn                                          | Cemento (i)     | Jessie Aney          | Freya Christie Ali Collins                    | 6-4, 6(3)-7, [10-7]  |
| 16. | 22 aprile 2023   | Raiffeisen Bellinzona Ladies Open, Bellinzona              | Terra rossa     | Conny Perrin         | Freya Christie Ali Collins                    | 3-6, 7-6(9), [10-5]  |
| 17. | 20 maggio 2023   | Open Saint-Gaudens 31 Occitanie, Saint-Gaudens             | Terra rossa     | Sof'ja Lansere       | María Herazo González Adriana Reami           | 6-0, 3-6, [10-6]     |
| 18. | 1º luglio 2023   | Engie Open du Périgord, Périgueux                          | Terra rossa     | Sapfo Sakellaridi    | Jessy Rompies Olivia Tjandramulia             | 6-2, 6-1             |
| 19. | 7 luglio 2023    | Torneo Internacional de Tenis de Getxo, Getxo              | Terra rossa (i) | Diletta Cherubini    | Nicole Fossa Huergo Noelia Zeballos           | 6-2, 6-4             |
| 20. | 26 agosto 2023   | Zubr Cup, Přerov                                           | Cemento         | Sapfo Sakellaridi    | Angelica Moratelli Camilla Rosatello          | 6-2, 6-3             |
| 21. | 2 settembre 2023 | TCCB Open, Collonge-Bellerive                              | Terra rossa     | Conny Perrin         | Estelle Cascino Diāna Marcinkēviča            | 7-6(4), 6-1          |
| 22. | 13 gennaio 2024  | ITF Pro Circuit Presented by SAT, Nonthaburi               | Cemento         | Ksenija Zajceva      | Maja Chwalińska Yuki Naito                    | 7-5, 7-6(3)          |
| 23. | 13 aprile 2024   | Zaragoza Open, Saragozza                                   | Terra rossa     | Miriam Kolodziejová  | Angelica Moratelli Camilla Rosatello          | 6-2, 6-3             |
| 24. | 10 maggio 2025   | Open Saint-Gaudens Occitanie, Saint-Gaudens                | Terra rossa     | Gabriela Knutson     | Émeline Dartron Tiantsoa Rakotomanga Rajaonah | 6-2, 6-2             |
| 25. | 24 maggio 2025   | Kuršumlijska Banja Open, Kuršumlijska Banja                | Terra rossa     | Ayla Aksu            | Freya Christie Jibek Kulambaeva               | 6-4, 6-2             |
| 26. | 2 agosto 2025    | ITF Disa Gran Canaria, Maspalomas                          | Terra rossa     | Magali Kempen        | Madeleine Brooks Eudice Chong                 | 6-2, 6-3             |
| 27. | 9 agosto 2025    | Flanders Ladies Trophy Koksijde, Koksijde                  | Terra rossa     | Magali Kempen        | Anastasia Abbagnato Mariana Dražić            | 7-6(5), 5-7, [10-6]  |

#### Sconfitte (15)
| Torneo $100.000 (0) |
| Torneo $80.000 (0)  |
| Torneo $60.000 (3)  |
| Torneo $40.000 (0)  |
| Torneo $25.000 (8)  |
| Torneo $15.000 (4)  |

| N.  | Data              | Torneo                                                                                                 | Superficie  | Compagna            | Avversarie in finale                      | Score             |
| 1.  | 8 giugno 2018     | BelGlobalGarant Cup, Minsk                                                                             | Terra rossa | Hanna Kubarava      | İpek Öz Melis Sezer                       | 1–6, 6–0, [8–10]  |
| 2.  | 30 marzo 2019     | ITF Women's Circuit Tel Aviv, Tel Aviv                                                                 | Cemento     | Merel Hoedt         | Vlada Katic Dar'ja Kružkova               | 3-6, 2-6          |
| 3.  | 19 settembre 2020 | Internacional Femenino Melilla Sport Capital, Melilla                                                  | Terra rossa | Caijsa Hennemann    | Yvonne Cavallé Reimers Ángela Fita Boluda | 6(1)–7, 4–6       |
| 4.  | 3 aprile 2021     | Jolie Ville Golf Women's, Sharm el-Sheikh                                                              | Cemento     | Raphaëlle Lacasse   | Elena Teodora Cadar Olivia Gadecki        | 3-6, 4-6          |
| 5.  | 26 giugno 2021    | Engie Open du Périgord, Périgueux                                                                      | Terra rossa | Sada Nahimana       | Diane Parry Margot Yerolymos              | 4-6, 2-6          |
| 6.  | 11 settembre 2021 | Frydek Mistek Open, Frýdek-Místek                                                                      | Terra rossa | Miriam Kolodziejová | Kanako Morisaki Erika Sema                | 3-6, 1-6          |
| 7.  | 26 febbraio 2022  | Nur-Sultan International Tournament, Nur-Sultan                                                        | Cemento (i) | Marija Timofeeva    | Ekaterina Makarova Linda Nosková          | 2-6, 3-6          |
| 8.  | 5 marzo 2022      | Nur-Sultan Challenger, Nur-Sultan                                                                      | Cemento     | Marija Timofeeva    | Kamilla Bartone Ekaterina Makarova        | 6-1, 5-7, [8-10]  |
| 9.  | 2 luglio 2022     | Internationaler Württembergische Damen-Tennis-Meisterschaften um den Stuttgarter Stadtpokal, Stoccarda | Cemento     | Weronika Falkowska  | Ángela Fita Boluda Emily Seibold          | 4-6, 6(5)-7       |
| 10. | 17 settembre 2022 | Jablonec nad Nisou Open, Jablonec nad Nisou                                                            | Terra rossa | Lena Papadakis      | Anna Danilina Valerija Strachova          | 5-7, 1-6          |
| 11. | 15 ottobre 2022   | Graystone ITF Challenger Driven, Fredericton                                                           | Cemento (i) | Viktória Morvayová  | Arianne Hartono Olivia Tjandramulia       | 5-7, 1-6          |
| 12. | 5 novembre 2022   | Empire Women's Indoor, Trnava                                                                          | Cemento (i) | Katarína Kužmová    | Ekaterina Makarova Alice Robbe            | 3-6, 5-7          |
| 13. | 17 febbraio 2023  | GB Pro-Series Glasgow, Glasgow                                                                         | Cemento (i) | Dominika Šalková    | Maia Lumsden Ella McDonald                | 6-3, 1-6, [11–13] |
| 14. | 26 maggio 2023    | Città di Grado Tennis Cup, Grado                                                                       | Terra rossa | Sof'ja Lansere      | Emily Appleton Julia Lohoff               | 6-3, 4-6, [9-11]  |
| 15. | 17 giugno 2023    | Engie Open Biarritz, Biarritz                                                                          | Terra rossa | Conny Perrin        | Weronika Falkowska Katarzyna Kawa         | 6(2)-7, 5-7       |